# Рассіди
Рассіди (перс. رسیان) — династія зейдитських імамів Ємену.

## Історія
У першій половині VIII століття алід Турджуман ад-Дін аль-Касім ар-Рассі заснував династию в Хіджазі. Утім справжнім засновником став його онук — великий імам Яхая аль-Хаді I. 893 року хіджазькі зейдити обрали його своїм імамом тоді, коли ще були живі його старші брати й батько. Ставши імамом, він розпочав бурхливу діяльність. Вже 893 року імам здійснив перший похід на Ємен, що завершився провалом. У березні 897 він удруге з'явився в Ємені, де у той час місцеві племена вели запеклу братерську війну. Яхая аль-Хаді став посередником та зумів примирити ворогів. Невдовзі він заволодів Баратом, Саадою та Ніджраном. Багато гірських племен Ємену також визнали його владу. 899 року велика група зейдитів з Табаристану прибула до Саади. Вони склали ядро армії Яхаї, за допомогою якої він 901 року зайняв Сану та поширив свій контроль на більшу частину Ємену.
Утім, уже 906 року проти зейдитів виступили ісмаїліти на чолі з імамом Алі ібн Фадлою. Син Яхаї, Мухаммед аль-Муртада, який успадкував владу 911 року, явно не міг впоратись зі своїми обов'язками, тому громада забрала в нього владу, проголосивши 913 року новим імамом його брата Ахмада ан-Насіра. Зібравши 80-тисячне військо, він знову підкорив гірські райони Ємену до самого Адена та витіснив ісмаїлітів, але не зміг узяти Сану. 934 року він зазнав важкої поразки від Юфірідів та визнав їхню владу.
Таким чином у Ємені почалась боротьба між світськими та духовними правителями, що тривала упродовж кількох століть. Онук Ахмада Юсуф ад-Даї наприкінці X століття на нетривалий час зумів знову підкорити Сану, але невдовзі був вигнаний з неї новим імамом аль-Касімом аль-Мансуром, який був представником іншої гілки Рассідів. 999 року імам аль-Касім почав свої проповіді й невдовзі за допомогою хатамітів затвердився у Сааді й Сані. Його син аль-Хусейн у Сааді й Сані упродовж десяти років.
1039 року з Дейлема прийшов наступний великий імам Абуль Фатх ан-Насір, походження якого не зовсім зрозуміле. Він захопив Сааду та деякі інші місцевості у північному Ємені. 1062 року Сулайхіди вбили його в бою та надовго підкорили собі Сану. Потім містом заволоділи Хамданіди. Новий зейдитський імам Ахмад аль-Мутаваккіль бін Сулейман захопив Сааду, Ніджран і Сану. У старості він втратив зір, владу й помер у в'язниці 1171 року незадовго до завоювання Ємену Аюбідами. Наступний імам Абдалла аль-Мансур вів важкі війни з аюбідськими султанами. На частині території йому спадкували сини, хоч одночасно з ними правили й інші зейдитські імами. Так, від 1217 до 1248 року проповідував Ях'я аль-Хаді. Потім 1248 року в Тулі проголосив себе імамом Ахмад аль-Магді бін аль-Хусейн. До того часу Аюбідів замінила туркменська династія Расулідів. Ахмад почав запеклу боротьбу з султаном Умаром I, але зазнав поразки. Син Умара Юсуф I захопив Сану, Таїз і Сааду. Його наступники перебували у підпорядкуванні у світської влади та вже не мали колишнього впливу. Однак рід Рассідів не закінчився: 1592 року далекий нащадок імама аль-Касіма аль-Мансура, Аль-Мансур аль-Касім, заснував у Ємені династію Касимідів, що перебувала при владі до революції 1962 року.